# اصطناع بال-كنور
اصطناع بال-كنور وهو تفاعل كيميائي لتحضير المركبات الحلقية غير المتجانسة خماسية الحلقة. مثل الفوران والثيوفين والبيرول.
سمي هذا التفاعل على اسم كل من الكيميائيين الألمانيين كارل بال ولودفيغ كنور.
يتطلب تفاعل تحضير الفوران وجود حفاز حمضي:
في حين أن تحضير البيرول يتطلب وجود أمين أولي أو الأمونيا.
يتم هذا التحضير بتأثير الأمونيا على مركبات 1,4- ثنائي الكربونيل حيث يتحول إلى الشكل الإينولي بمجرد تعرضه للأمونيا فاقدا جزيئي ماء من جزيء أمونيا ومجموعتي هيدروكسيل. يتكون البيرول بدخول مجموعه (NH3) المتبقية من الأمونيا مكان مجموعتين من الهيدروكسيل.
أما تحضير الثيوفين حسب هذا الاصطناع فيتطلب وجود خماسي كبريتيد الفوسفور.

## اقرأ أيضاً
- اصطناع كنور
- اصطناع هانتش
- تفاعل كونغز-كنور